# Światowa Konferencja Zielonoświątkowa
Światowa Konferencja Zielonoświątkowa – międzynarodowa organizacja stanowiąca porozumienie kościołów zielonoświątkowych z całego świata.

## Historia
Konferencja odbywa się raz na trzy lata. Pierwsza odbyła się w 1947 r. w Zurychu, w Szwajcarii, z inicjatywy pastora Leonarda Steinera. W 2004 r. miała miejsce szczególna sesja Konferencji poświęcona obchodom upamiętnienia Przebudzenia na Azusa Street.

### Sesje
| Lp. | Rok  | Miejscowość    | Państwo           |
| --- | ---- | -------------- | ----------------- |
| 1.  | 1947 | Zurych         | Szwajcaria        |
| 2.  | 1949 | Paryż          | Francja           |
| 3.  | 1952 | Londyn         | Wielka Brytania   |
| 4.  | 1955 | Sztokholm      | Szwecja           |
| 5.  | 1958 | Toronto        | Kanada            |
| 6.  | 1961 | Jerozolima     | Izrael            |
| 7.  | 1964 | Helsinki       | Finlandia         |
| 8.  | 1967 | Rio de Janeiro | Brazylia          |
| 9.  | 1970 | Dallas         | Stany Zjednoczone |
| 10. | 1973 | Seul           | Korea Południowa  |
| 11. | 1976 | Londyn         | Wielka Brytania   |
| 12. | 1979 | Vancouver      | Kanada            |
| 13. | 1982 | Nairobi        | Kenia             |
| 14. | 1985 | Zurych         | Szwajcaria        |
| 15. | 1989 | Singapur       | Singapur          |
| 16. | 1992 | Oslo           | Norwegia          |
| 17. | 1995 | Jerozolima     | Izrael            |
| 18. | 1998 | Seul           | Korea Południowa  |
| 19. | 2001 | Los Angeles    | Stany Zjednoczone |
| 20. | 2004 | Johannesburg   | Południowa Afryka |
| 21. | 2007 | Surabaja       | Indonezja         |
| 22. | 2010 | Sztokholm      | Szwecja           |
| 23. | 2013 | Kuala Lumpur   | Malezja           |
| 24. | 2016 | São Paulo      | Brazylia          |

## Władze
Obecnym Prezesem Konferencji jest biskup James D. Leggett – generalny superintendent Międzynarodowego Zielonoświątkowego Kościoła Świętości. Wiceprezesami są: pastor dr Lamar Vest (Kościół Boży) oraz pastor dr Prince Guneratnam (Kościół „Kalwaria”, Kuala Lumpur, Malezja).

## Artykuły wiary
Wszystkie denominacje zielonoświątkowe, akceptujące Artykuły Wiary Światowej Konferencji Zielonoświątkowej mogą ubiegać się o członkostwo w organizacji. Wnioski są rozpatrywane i weryfikowane przez Komisję Doradczą Konferencji.

Wierzymy:
- że Biblia została natchniona i jedynie ona jest nieomylnym i autorytatywnym Słowem Bożym;
- że jest jeden Bóg, odwiecznie istniejący w trzech osobach: Ojca, Syna i Ducha Świętego;
- w Bóstwo Pana naszego Jezusa Chrystusa, w Jego narodziny z dziewicy, w Jego bezgrzeszne życie, w Jego cuda, w Jego zastępczą śmierć, która dokonała pojednania poprzez przelanie krwi, w Jego zmartwychwstanie w ciele, w Jego wniebowstąpienie i zasiadanie po prawicy Ojca oraz w Jego osobisty powrót w mocy i chwale;
- że dla zbawienia zgubionego i grzesznego człowieka odrodzenie z Ducha Świętego przez wiarę w Jezusa Chrystusa jest bezwzględnie konieczne;
- w chrzest Duchem Świętym, którego potwierdzeniem jest mówienie innymi językami, tak jak Duch poddaje, zgodnie z Księgą Dziejów Apostolskich 2:4, a także w posługiwanie się duchowymi darami i służbami;
- w służbę Ducha Świętego, którego zamieszkanie w chrześcijaninie umożliwia pobożne życie;
- w zmartwychwstanie zarówno zbawionych jak i zgubionych; pierwszych do zbawienia ku życiu wiecznemu, drugich do zguby podczas zmartwychwstania ku potępieniu;
- w Kościół Jezusa Chrystusa i jedność wierzących;
- w praktyczne zastosowanie wiary chrześcijańskiej w codziennych doświadczeniach i potrzebie służenia ludziom we wszystkich dziedzinach życia, a więc nie tylko duchowej, ale też społecznej, politycznej i materialnej.